# Теслина турбина
Теслина турбина је турбина без лопатица, коју је изумео Никола Тесла 1913. године. Уместо лопатица користи дејство граничних слојева између флуида (гасова, течности, пара) и вишеструких врхова глатких дискова. Гранични делови течности делују на дискове због вискозитета (течног трења) и привлачних сила диска и слојева флуида. Пошто ротор нема лопатице нити било какве избочене делове, веома је јак .
Турбина има веома мали размак између дискова, не већи од 0,4 мм, а површина је веома глатка. У Теслино време такви материјали за веома танке дискове нису се могли наћи, јер су се под оптерећењем савијали и деформисали, па због тога Теслина турбина није имала комерцијални успех.
Примене Теслине турбине се и данас истражују, а од 2010. постоји чак и структура за ветроелектране . Предност лежи у употреби турбина мале снаге. Теслина жеља је била да користи своју турбину за коришћење геотермалне енергије .

## Историја проналазака
Тесла је био свестан чињенице да да би се флуид, као носилац механичке енергије, што ефикасније и економичније користио у раду турбине, промена брзине и смера кретања мора бити што мања. То је постигао самим кућиштем турбине, које усмерава течност да се креће спирално.
Такође је узео у обзир вискозитет течности и интеракције граничних слојева између течности и чврстих тела. Тесла је први пут употребио ова својства течности да покрене турбину. Да би што боље искористио поменута својства течности, Тесла је конструисао ротор од металних дискова.

## Тесла турбина за ветротурбине
Истраживачка компанија из Њу Хемпшира недавно је патентирала своју верзију ветротурбине без лопатица. Заснован је на патенту који је објавио Никола Тесла 1913. године. Упркос томе, ова турбина је названа Фуллер Винд Турбине, а развила ју је компанија Солар Аеро. Посебност турбине је у томе што има само један ротирајући део, који се назива осовина турбине. Цела машина је састављена унутар кућишта. 
Има неколико предности у односу на традиционалне турбине са лопатицама. Само пажљивији поглед на ту турбину открива њено прилагођавање смеру ветра као једином видљивом кретању. Због тога се ова турбина може користити у војном надзору или на радарским инсталацијама јер нема покретних лопатица које би изазвале потешкоће. Још једна предност је што његова производња енергије није скупа. Према речима произвођача турбине, требало би да производи струју по истој цени као и термоелектрана на угаљ. Пошто нема оштрице, ни одржавање не би требало да представља проблем, што резултира нижим оперативним трошковима. Турбина се углавном налази на магнетним лежајевима. Још једна предност је што се сва њена опрема за производњу електричне енергије налази на нивоу земље, што такође олакшава одржавање. Стога произвођач наводи да ће коначни оперативни трошкови ове турбине бити око 1,5 америчких долара по кВх или 2/3 цене конвенционалних турбина са лопатицама.
Ако погледате Теслину турбину патентирану 1913. године, можете видети да она функционише коришћењем вискозног тока течности који покреће турбину и тако ствара енергију. Теслина турбина има више глатких дискова са млазницама које шаљу гас према ивицама диска. Гасови се повлаче на диск по принципу вискозитета и пријањања слоја гаса на површину. Како гас успорава и преноси снагу на дискове, он се врти у центру издувних гасова. Пошто ротор нема изданке, веома је јак и чврст. Дискови у турбини морају бити блиско распоређени да би могли да користе вискозни проток. Тесла турбине имају изузетно танке дискове за смањење турбуленције на ивицама и на тај начин повећавају њихову ефикасност. Тесла 1913. није могао да пронађе метале одговарајућег квалитета да би турбина радила ефикасно. Сада скоро век касније, ова ограничења су превазиђена .

## Теорија Теслине турбине
Улаз у лопатице ротора је ваздух под високим притиском. Коришћењем ваздушног црева које је повезано са улазом у турбина, ваздух улази у тело које се састоји од роторских дискова који су постављени на осовину и могу се лако ротирати. Како ваздух улази у кућиште турбине, присиљен је да ствара вртлог због облика турбине.
Вртлог значи вртложену масу ваздуха као у вртлогу или виру. Због стварања вртлога, ваздух је у стању да се окреће врло великом брзином. Формирање вртлога је основно због дизајна турбине. Крстионица и тело задњег поклопца турбине постављени су тако да ваздух мора излазити кроз рупе на предњем и задњем поклопцу.
Излазак ваздуха у овој природи ствара вртлог ваздуха. И чини да се турбина окреће. Када молекули ваздуха прођу кроз диск, стварају вучу на диску. Овај отпор повлачи турбину надоле и чини је ротираном. Може се приметити да се турбина може окретати у оба смера. Само зависи која се доводна цев користи за довод ваздуха.

## Дизајн Теслине турбине
Дизајн се састоји од две улазне цеви, од којих је једна спојена на цев за ваздушно црево. Од два улаза, свако може да се користи као улаз. Унутар тела постављени су роторски дискови који су спојени помоћу вијака. Сви дискови су постављени на једно заједничко вратило које је повезано са спољним телом.
На пример, ако се користи као пумпа, осовина је повезана са мотором. Између дискова постоји танки ваздушни размак, где ваздух струји и чини да се дискови окрећу. Због ваздушног јаза, молекули ваздуха могу створити отпор на диску. Предњи и задњи поклопац имају 4-5 рупа кроз које се улазни ваздух може пропустити у атмосферу. Рупе су постављене тако да се створи вртлог и ваздух се може окретати врло великом брзином.
Захваљујући ваздуху велике брзине, он повлачи диск великом брзином и чини да се диск окреће врло великом брзином. Зазор на диску је један од критичних параметара за дизајн и ефикасност турбине. Оптимална величина зазора потребна за одржавање слоја зазора зависи од периферна брзина диска.
Прорачуни за пројектовање турбина
Многи аспекти дизајна су важни за постизање високе ефикасности. Неки од главних прорачуна дизајна су
Радна течност или улазни ваздух морају да имају минималан притисак. Ако је реч о води, тада се очекује да притисак буде најмање 1000 кг по метру коцке. Периферна брзина мора бити 10е-6 метара квадратних у секунди.